# Filovia di Trapani
La filovia di Trapani è una linea filoviaria che fu in esercizio dal 1952 al 1967, ultima filovia a restare in servizio in Sicilia.

## Storia
Constatata l'obsolescenza della tranvia cittadina anche a Trapani si decise, seguendo l'esempio di molte città italiane, di sostituire il tram con una filovia: essa fu costruita dalla CGE e gestita dalla palermitana SAST, che gestiva anche la rete del capoluogo siciliano.
La linea, contrassegnata con il numero 1, fu aperta nel 1952: partendo da largo delle Ninfee, nel centro storico, essa raggiungeva Villa Mokarta, passando per piazza Generale Sciò, corso Vittorio Emanuele, via Libertà, via Garibaldi, piazza Vittorio Veneto, via Giovan Battista Fardella, piazza Martiri d'Ungheria (da cui partiva la diramazione per il deposito di via degli Stabilimenti) e via Conte Agostino Pepoli. La lunghezza totale era di 6,6 km.
Nel 1964 la gestione passò alla municipalizzata SAU; tre anni dopo, a causa della diffusione dell'automobile e della strettezza della prima parte del percorso, si decise di sopprimere la filovia. La cessazione del servizio trapanese segnò la completa scomparsa dei filobus dalla Sicilia.

## Mezzi
| Numeri sociali | Costruzione | Radiazione | Telaio        | Carrozzeria | Equipaggiamento elettrico |
| -------------- | ----------- | ---------- | ------------- | ----------- | ------------------------- |
| 11-16          | 1952        | 1967       | Fiat 668F/121 | Cansa       | CGE                       |